# The Ketchup Song
"The Ketchup Song (Aserejé)" is de debuutsingle van de Spaanse popgroep Las Ketchup, afkomstig van hun debuutstudioalbum Hijas del Tomate (2002). Het nummer gaat over een jonge man die al zingend en dansend een nachtclub binnenkomt. Naast de originele Spaanse versie bestaat het nummer ook in een vorm met coupletten in het Spanglish, hoewel het refrein met niet bestaande woorden in beide versies identiek is.
"The Ketchup Song" werd uitgebracht op 10 juni 2002 en werd hetzelfde jaar een internationale hit. Het bereikte de eerste plaats in 20 Europese landen en werd de best verkopende hit van 2002 in acht daarvan. Het stond ook bovenaan de muzieklijsten van Australië, Canada en Nieuw-Zeeland, maar bleef steken op nummer 54 in de Verenigde Staten. Tegen 2006 waren er wereldwijd meer dan zeven miljoen exemplaren van het nummer verkocht.
Ook de dansroutine, die bij het nummer hoorde, was een populaire dansje op feesten in het begin van de jaren 2000.

## Achtergrond
De groep Las Ketchup kwam voor het eerst in contact met Columbia Records via Shaketown Music, een klein platenlabel uit Córdoba (Andalusië) die de demo van de popgroep naar een aantal verschillende platenmaatschappijen had gestuurd. De demo bevatte de nummers "Asereje" en "Kusha Las Payas". Bij Columbia Records waren ze meteen onder de indruk van "Asereje". In eerste instantie was het de bedoeling om een distributiedeal met ShakeTown Music te regelen, maar na het horen van het nummer realiseerden ze zich de internationale potentie ervan en onderhandelden ze voor Las Ketchup om bij Sony te tekenen.

## Betekenis liedje
"The Ketchup Song" gaat over een jonge man genaamd Diego, die op een avond een nachtclub binnengaat. De DJ, een vriend van Diego, speelt Diego's favoriete nummer, "Rapper's Delight" van The Sugarhill Gang, waarop Diego mee danst en zingt met het nummer en waarbij hij het refrein imiteert met Spaans gebrabbel.
"Aserejé" is dus een betekenisloos woord, en het refrein "Aserejé, ja, de je, de jebe tu de jebere ..." een ietwat incorrecte imitatie is van het Rapper's Delight's "I said a hip-hop, the hippie the hippie to the hip hip hop ..."
| The Ketchup Song                                                                    | Rapper's Delight |
| ----------------------------------------------------------------------------------- | --- |
| Aserejé ja de jé de jebe tu de jebere sebiunouva majabi an de bugui an de buididipí | I said a hip hop the hippie the hippie to the hip hip hop, a you don't stop the rock it to the bang bang boogie say up jumped the boogie to the rhythm of the boogie, the beat |

## Videoclip
De videoclip werd opgenomen in een strandbar van het Spaanse plaatsje Estepona. Voor hetzelfde nummer werden er laterna nog twee andere videoclips geproduceerd. De videoclip is anno 2023 meer dan 125 miljoen keer bekeken op YouTube.
De hoofdvideo begint met de vrouwelijke bandleden die een tapijt op de grond leggen en de barkrukken neerzetten om hun muzikale show op te zetten. Vervolgens serveren ze mensen exotische drankjes aan de strandbar. Een mannelijke barbediende schenkt enthousiast een drankje in een glas en jongleert met een fles. Ondertussen worden steeds meer strandgangers de bar ingetrokken om naar het optreden van het trio te kijken.
Tijdens het refrein van het nummer voeren de bandleden hun kenmerkende dansbewegingen uit, samen met andere bezoekers die ook vrolijk meedoen. De band wordt naar een tafel geholpen, waar ze hun Aserejé-dans uitvoeren voor een grotere, jubelende menigte die vrolijk meedanst. Tegen het einde van de video zit de menigte bomvol, met jong en oud die bij de strandbar op het lied dansen.

## Commercieel succes
Het nummer bereikte nummer één in elk land waar het in de hitlijsten stond behalve in de Verenigde Staten, waar het nummer 54 bereikte in de Billboard Hot 100. In Frankrijk stond het nummer 11 weken op nummer één en werden er uiteindelijk 1.310.000 exemplaren van verkocht, waardoor het de best verkochte single van 2002 werd en de op één na best verkochte van de 21e eeuw in het land, achter "Un Monde parfait" van Ilona Mitrecey. Bovendien was het nummer de 50e best verkochte single van de jaren 2000 in het Verenigd Koninkrijk. Het nummer was ook een radiohit in Midden- en Zuid-Amerika, en stond bovenaan de hitlijsten van Argentinië, Chili, Colombia, Ecuador, Peru en Venezuela.

## Hitnoteringen

### Hitlijsten
| Hitlijst (2002–2003)                | Hoogste positie |
| ----------------------------------- | --------------- |
| Australië (ARIA)                    | 1               |
| Oostenrijk (Ö3 Austria Top 40)      | 1               |
| België (Ultratop 50 Vlaanderen)     | 1               |
| België (Ultratop 50 Wallonië)       | 1               |
| Canada (Billboard)                  | 1               |
| Kroatië (HRT)                       | 10              |
| Tsjechië (IFPI)                     | 1               |
| Denemarken (Tracklisten)            | 1               |
| Europa (Eurochart Hot 100)          | 1               |
| Finland (Suomen virallinen lista)   | 1               |
| Frankrijk (SNEP)                    | 1               |
| Duitsland (Official German Charts)  | 1               |
| Griekenland (IFPI)                  | 1               |
| Hongarije (Single Top 40)           | 1               |
| Ierland (IRMA)                      | 1               |
| Italië (FIMI)                       | 1               |
| Nederland (Top 40)                  | 1               |
| Nieuw-Zeeland (Recorded Music NZ)   | 1               |
| Noorwegen (VG-lista)                | 1               |
| Polen (Nislen Music Control)        | 1               |
| Portugal (AFP)                      | 1               |
| Roemenië (Romanian Top 100)         | 1               |
| Schotland (OCC)                     | 1               |
| Spanje (PROMUSICAE)                 | 1               |
| Zweden (Sverigetopplistan)          | 1               |
| Zwitserland (Schweizer Hitparade)   | 1               |
| Verenigd Koninkrijk (OCC)           | 1               |
| VerenigdeStaten (Billboard Hot 100) | 54              |

### Verkochte exemplaren
| Land                           | Certificatie | Verkochte exemplaren |
| ------------------------------ | ------------ | -------------------- |
| Australia (ARIA)               | 3× Platinum  | 210,000              |
| Austria (IFPI Austria)         | 2× Platinum  | 60,000               |
| Belgium (BEA)                  | 5× Platinum  | 250,000              |
| Denmark (IFPI Danmark)         | 2× Platinum  | 16,000               |
| Finland (Musiikkituottajat)    | Platinum     | 15,483               |
| France (SNEP)                  | Diamond      | 1,310,000            |
| Germany (BVMI)                 | 2× Platinum  | 1,000,000            |
| Greece (IFPI Greece)           | 2× Platinum  | 40,000               |
| Italy                          | —            | 300,000              |
| Japan (RIAJ)                   | Goud         | 50,000               |
| Netherlands (NVPI)             | Platinum     | 60,000               |
| New Zealand (RMNZ)             | 2× Platinum  | 20,000               |
| Norway (IFPI Norway)           | 6× Platinum  |                      |
| Spain (PROMUSICAE)             | Platinum     | 100,000              |
| Sweden (GLF)                   | 4× Platinum  | 120,000              |
| Switzerland (IFPI Switzerland) | 3× Platinum  | 120,000              |
| United Kingdom (BPI)           | Platinum     | 600,000              |
| Totaal                         |              |                      |
| Wereldwijd                     | —            | 7,000,000            |